# Земский собор 1653 года
Земский собор 1653 года — земский собор по поводу объявления войны польскому королю Яну Казимиру, за нарушения им мирных между государствами постановлений и принятия гетмана Богдана Хмельницкого с Запорожским войском под защиту Российской державы.

## Предыстория
Основная статья: Воссоединение Украины с Россией
Собор 1653 года был созван вскоре после отправки в последних числах апреля 1653 года в Польшу для последних переговоров полномочного посольства: князей Б. А. Репнина и Ф. Ф. Волконского, окольничего Б. М. Хитрово и дьяка Алмаза Иванова. Перед этим два года продолжались дипломатические пререкания между Москвой и Польшей по поводу малороссийских дел и оскорбления государевой чести. Посольство должно было решительно требовать удовлетворения государевой чести и наказания виновных в умалении государева титула. Вместе с тем им было приказано сделать представление о малороссийских делах, сообщив о том, что Б. Хмельницкий переговаривается с Москвой о принятии его в подданство, и посоветовать полякам лучше обращаться с украинцами. Отправляя послов, московское правительство одновременно позаботилось и о созыве земских представителей, желая иметь их под рукою, так как приближалась развязка польско-малороссийского вопроса, всецело зависевшего от исхода посольства.
По окраинным и замосковным городам были разосланы 19 марта и повторены 2 мая 1653 года грамоты с присылкой к 20 мая по 2 человека дворян к Москве, в первом случае для «смотра» служилых лиц, во втором для земского собора. Видно, что готовилось два мероприятия: царский смотр служилых людей и земский собор, оба мероприятия связаны с борьбой за Украину. Впоследствии в грамотах указанный срок был изменён на 5 июня 1653 года. Очевидно, что присланные выборные занялись проработкой вопроса. Царь Алексей Михайлович 6 сентября 1653 года отправил к гетману Б. Хмельницкому ближнего стольника Р. М. Стрешнева и дьяка Ф. М. Бредихина, с поручением, что царь примет Б. Хмельницкого в подданство, если посольство постигнет неудача, и что на 1 октября 1653 года созван собор, для решения вопроса принимать ли гетмана в подданство. Посольство Б. А. Репнина возвратилось 25 сентября вместе с представителем гетмана Л. Капуста, с известием о полной своей неудаче. В связи с этим, по передовым известиям, 20 сентября послали гонца догнать Р. М. Стрешнева, и ему было велено уже прямо объявить Б. Хмельницкому о принятии его в Российское подданство.

## Собор
Выборным, надо полагать, были предоставлены все обстоятельства дела, и они ранее 01 октября высказались за принятие Б. Хмельницкого и за войну с Польшей, если только Польша не изменит своей политики.
Заседание собора произошло в присутствии Государя 1 октября 1653 года, в праздник Покрова Пресвятой Богородицы, после церковной службы в Соборной Успенской церкви, в Грановитой палате. Было зачитано витиеватое изложение всех обстоятельств дела и было единодушно принято решение войны с Польшей и принятии Малороссии в состав России. От собора до нас дошло три различных редакции протокола. Первое решение земского собора от 25 мая 1653 года черновое, с помарками. Дата указывает, что многие выборные приехали к ранее указанному в грамотах сроку и сразу приступили к работе.
На соборе был утверждён состав посольства для приведения жителей Украины к присяге: боярин В. В. Бутурлин, стольник И. В. Алферьев, думный дьяк И. Д. Лопухин. Указ был объявлен 1 октября в Грановитой палате, где происходил собор и вероятно, что на самом соборе. Факт, что В. В. Бутурлин прямо с собора был послан исполнять соборное решение, а не ранее, свидетельствует, что собор имел значение и смысл. Собор единодушно сошёлся безо всяких рассуждение и прений утвердить давно выработанное решение и этим закончил свою долгую сессию, которая началась в мае 1653 года.
Царь Алексей Михайлович, выступая 23 апреля 1654 года на торжественных проводах князя А. Н. Трубецкого с войском против поляков, говорил в этот день: «В прошлом году были соборы не раз, на которых были и от вас выборные, от всех городов дворян по 2 человека, на соборах этих мы говорили о неправдах польских королей…».

## Состав собора
На соборе присутствовали: патриарх Никон, митрополит Крутицкий Сильвестр, митрополит Сербский Михаил, архиепископы, епископы, игумены, освящённый собор (высшее духовенство), бояре, окольничие, думные чины, московские дворяне, стольники, стряпчие, жильцы, дьяки, дворяне и дети боярские, гостиная и суконная сотни, чёрная сотня, стрельцы, гости и торговые люди всяких чинов, посадские люди. В исторических документах, также упомянуты «площадные люди» (очевидно, не участники собора, а те, кто был на площади, пока шло заседание и как-то выразившие своё отношение к решаемым вопросам).

## Историки о земском соборе
В историографии удовлетворительно не объяснено, почему польско-малороссийский вопрос был решён до созыва собора. Предположительно, собор занимался подготовкой вопроса с 25 мая по 1 октября 1653 года. Послы Р. М. Стрешнев и Ф. М. Бредихин, отправленные в сентябре, очевидно, были посланы с ведома собора и таким образом собор никак нельзя считать пустой формой.
С. М. Соловьёв писал, что факт решения царём дела до созыва собора и превращение собора в лишённую смысла церемонию указывают на вымирание соборов и их бессилие подать помощь государству. В полемической статье против К. С. Аксакова в 1857 году о данном соборе писал, что соборы вымерли: «осталась одна форма», соблюдавшая только традиции.
К. С. Аксаков защищая значение собора 1653 года, писал, что Московское государство, раз уже заручилось решением Земского собора 1651 года на принятие Малороссии в её состав, а теперь, созывая собор после решения дела царём, ждало от собора только окончательной нравственной санкции дела.
Н. П. Загоскин становится на сторону К. С. Аксакова и старается доказать, что собор 1653 года имел значение. По его мнению, это ясно и без предположений, исходя из решений Собора 1651 года.